# Correzione di Bonferroni
In statistica, la correzione di Bonferroni è uno dei numerosi metodi utilizzati per contrastare il problema dei confronti multipli.

## Origine
La correzione Bonferroni prende il nome dal matematico italiano Carlo Emilio Bonferroni per il suo uso delle disuguaglianze di Bonferroni. Il suo sviluppo è spesso attribuito a Olive Jean Dunn, che ha descritto l'applicazione della procedura a intervalli di confidenza .
Il test delle ipotesi statistiche si basa sul rifiuto dell'ipotesi nulla se la probabilità che i dati osservati sotto l'ipotesi nulla è bassa
. Se vengono verificate più ipotesi, aumenta la possibilità di osservare un evento raro e, quindi, aumenta la probabilità di rifiutare erroneamente un'ipotesi nulla (ovvero, fare un errore di tipo I).
La correzione di Bonferroni compensa l'aumento di tale probabilità verificando ogni singola ipotesi a un livello di significatività di {\displaystyle \alpha /m}, dove {\displaystyle \alpha } è il livello di significatività statistica e {\displaystyle m} è il numero di ipotesi. Ad esempio, se sto testando {\displaystyle m=20} ipotesi con un desiderato {\displaystyle \alpha =0.05}, allora la correzione di Bonferroni verificherà ogni singola ipotesi con {\displaystyle \alpha =0.05/20=0.0025}.

## Definizione
Siano {\displaystyle H_{1},\ldots ,H_{m}} una famiglia di ipotesi e {\displaystyle p_{1},\ldots ,p_{m}} i loro corrispondenti valori p. Sia {\displaystyle m}  il numero totale di ipotesi nulle e {\displaystyle m_{0}} il numero di ipotesi nulle vere. Il tasso di errore familiare (FWER) è la probabilità di rifiutare almeno una {\displaystyle H_{i}} vera, cioè di commettere almeno un errore di tipo I. La correzione Bonferroni respinge l'ipotesi nulla per ciascun {\displaystyle p_{i}\leq {\frac {\alpha }{m}}}, controllando in tal modo il FWER {\displaystyle \leq \alpha }. La prova di questo controllo deriva dalla disuguaglianza di Boole, come segue:
{\displaystyle {\text{FWER}}=P\left\{\bigcup _{i=1}^{m_{0}}\left(p_{i}\leq {\frac {\alpha }{m}}\right)\right\}\leq \sum _{i=1}^{m_{0}}\left\{P\left(p_{i}\leq {\frac {\alpha }{m}}\right)\right\}=m_{0}{\frac {\alpha }{m}}\leq m{\frac {\alpha }{m}}=\alpha .}
Questo controllo non richiede alcuna assunzione sulla dipendenza tra i valori p o su quante delle ipotesi nulle siano vere.

## Estensioni

### Generalizzazione
Piuttosto che verificare ogni ipotesi al livello di {\displaystyle \alpha /m}, le ipotesi possono essere verificate a qualsiasi altra combinazione di livelli che si sommano ad {\displaystyle \alpha }, a condizione che il livello di ciascun test sia determinato prima di esaminare i dati. Ad esempio, per due test di ipotesi, un totale {\displaystyle \alpha } di 0,05 potrebbe essere mantenuto eseguendo una prova a 0,04 e l'altra a 0,01.

### Intervalli di confidenza
La correzione Bonferroni può essere utilizzata per regolare gli intervalli di confidenza . Se uno stabilisce {\displaystyle m} intervalli di confidenza e desidera avere un livello di confidenza complessivo di {\displaystyle 1-\alpha }, ogni intervallo di confidenza individuale può essere regolato con un livello di {\displaystyle 1-{\frac {\alpha }{m}}}.

## Alternative
Esistono modi alternativi per controllare il tasso di errore familiare . Ad esempio, il metodo Holm-Bonferroni e la correzione Šidák sono procedure universalmente più potenti della correzione Bonferroni, il che significa che sono sempre almeno altrettanto potenti. A differenza della procedura Bonferroni, questi metodi non controllano il valore atteso degli errori di tipo I per famiglia (il tasso di errore di tipo I per famiglia).

## Critica
Per quanto riguarda il controllo FWER, la correzione di Bonferroni può essere prudente se ci sono molti test e/o se le statistiche dei test sono correlate positivamente.
La correzione ha il costo di aumentare la probabilità di produrre falsi negativi, cioè di ridurre la potenza statistica. Non esiste un consenso definitivo su come definire una famiglia in tutti i casi e i risultati adeguati dei test possono variare a seconda del numero di test inclusi nella famiglia di ipotesi. Tali critiche si applicano al controllo FWER in generale e non sono specifiche della correzione Bonferroni.